# Boesenbergia roseopunctata
Boesenbergia roseopunctata är en enhjärtbladig växtart som först beskrevs av Henry Nicholas Ridley, och fick sitt nu gällande namn av Ian Mark Turner. Boesenbergia roseopunctata ingår i släktet Boesenbergia och familjen Zingiberaceae.
Artens utbredningsområde är Sumatera. Inga underarter finns listade i Catalogue of Life.